# Giorgio Rumignani
Giorgio Rumignani (Gemona del Friuli, 6 dicembre 1939) è un allenatore di calcio ed ex calciatore italiano, di ruolo mezzala.

## Carriera

### Giocatore
Mezzala, dopo gli esordi con Portogruaro e Marzotto Valdagno nel 1960 passa alla Sambenedettese, con cui esordisce in Serie B. Rimane nelle Marche per due stagioni, contribuendo al raggiungimento di un settimo posto nella stagione 1960-1961, miglior risultato di sempre della società rossoblu. In seguito milita per una stagione al Cosenza, sempre in Serie B e per due nel Siena, in Serie C, dove coglie altrettanti piazzamenti di centroclassifica.
Nel 1965 torna brevemente in Serie B vestendo la maglia del Pisa, prima di trasferirsi all'Arezzo, con cui disputa 70 partite in due stagioni, conquistando nella seconda la promozione nella serie cadetta. Chiude la carriera agonistica nel Savona, in Serie C, giocando in squadra con Marcello Lippi e indossando la fascia di capitano del club ligure.

### Allenatore
Poco dopo il termine della carriera agonistica, intraprende quella di allenatore, che lo porterà a sedere sulle panchine di oltre venti squadre professionistiche e semiprofessionistiche italiane. Nel corso degli anni si costruisce fama di allenatore adatto a situazioni particolarmente difficili, per motivi ambientali o di classifica, nelle quali mostra doti di trascinatore nei confronti della squadra.
Inizia nel Friuli, sulla panchina del Lignano, nel 1973, e successivamente allena la Milanese Libertas, entrambe in Serie D. Nel 1976 esordisce su una panchina professionistica: quella del Messina, in Serie C, dove ritrova molti dei suoi giocatori della Milanese e si alterna con Adelchi Brach senza evitare la retrocessione in Serie D.
Dopo una stagione di pausa per frequentare il Supercorso di Coverciano, riprende l'attività allenando il Varese, in Serie B (subendo il primo esonero), e quindi il Forlì e la Mestrina, con cui ottiene la sua prima promozione nel campionato di Serie C2 1981-1982 vincendo lo spareggio contro la Vigor Senigallia. Nelle stagioni successive cambierà squadra in ogni stagione, raccogliendo successi nella Lucchese (dove viene esonerato nonostante il primo posto in classifica), nel Teramo e nel Francavilla, con cui ottiene due promozioni in Serie C1.
Nel 1987 ritorna in Serie B, alla guida del Barletta, che conduce a una salvezza da lui stesso definita miracolosa, dopo essere stato esonerato e poi richiamato sulla panchina pugliese. Subito dopo la salvezza di Barletta, scende in Serie C1 sulla panchina del Palermo, con cui ottiene un terzo posto tra numerose difficoltà, come l'impossibilità di giocare alla Favorita per i lavori di ammodernamento legati ai Mondiali di calcio, fatto che lo costringe a tenere gli allenamenti nel piazzale antistante allo stadio o sulla spiaggia di Mondello.
Nel 1989 viene chiamato da Gian Pietro Marchetti sulla panchina del Piacenza, appena retrocesso in Serie C1 e con l'obiettivo dichiarato del ritorno in Serie B. L'avventura piacentina non è fortunata: a dispetto dei proclami di vittoria e dell'Operazione simpatia lanciata presso i tifosi, la squadra termina in un'anonima posizione di centroclassifica, e Rumignani viene colto da una crisi ipertensiva dovuta allo stress. Torna poi alla Sambenedettese, dove rimane per due stagioni conquistando la promozione dalla Serie C2 nel 1991 e la Coppa Italia di Serie C l'anno successivo.
Nelle stagioni successive ripete l'impresa di Barletta, subentrando sulla panchina della Fidelis Andria, in Serie B. Nell'estate 1993 passa al Pisa, lasciando la squadra già in agosto, prima dell'inizio del campionato, dopo un diverbio con il presidente Romeo Anconetani; nel prosieguo della stagione viene chiamato ad allenare il Pescara, con cui ottiene una nuova salvezza. Nel 1995 scende in Serie C1, al Ravenna, con cui vince il campionato; non riconfermato tra i cadetti, passa al Monza, nel quale viene sostituito a marzo da Luigi Radice, e poi torna a Palermo, dove subisce un nuovo esonero. Nel campionato di Serie B 1998-1999 torna sulla panchina della Fidelis Andria, senza poter evitare la retrocessione in Serie C1, e in analoghe situazioni subentra alla guida di Reggiana, Ravenna, Benevento, Imolese e Foggia. Rimane inattivo nella stagione 2002-2003, quando a dicembre viene assunto dall'Arezzo, senza tuttavia firmare un regolare contratto e inducendo la dirigenza ad interrompere il rapporto di lavoro nel gennaio successivo.
Chiude la carriera allenando nuovamente la Sambenedettese, in Lega Pro Prima Divisione nel 2009, e quindi per un breve periodo di tempo il Treviso, in Eccellenza.

## Statistiche

### Presenze e reti nei club
| Stagione                 | Squadra                  | Campionato               | Campionato | Campionato |
| Stagione                 | Squadra                  | Comp                     | Pres       | Reti       |
| ------------------------ | ------------------------ | ------------------------ | ---------- | ---------- |
| 1956-1957                | Portogruaro              | IV                       | 27         | 2          |
| 1957-1958                | Marzotto Valdagno        | B                        | 2          | 0          |
| 1958-1959                | Marzotto Valdagno        | B                        | 16         | 0          |
| 1959-1960                | Marzotto Valdagno        | B                        | 25         | 6          |
| Totale Marzotto Valdagno | Totale Marzotto Valdagno | Totale Marzotto Valdagno | 43         | 6          |
| 1960-1961                | Sambenedettese           | B                        | 33         | 3          |
| 1961-1962                | Sambenedettese           | B                        | 20         | 1          |
| Totale Sambenedettese    | Totale Sambenedettese    | Totale Sambenedettese    | 53         | 4          |
| 1962-1963                | Cosenza                  | B                        | 31         | 2          |
| 1963-1964                | Siena                    | C                        | 26         | 1          |
| 1964-1965                | Siena                    | C                        | 23         | 0          |
| Totale Siena             | Totale Siena             | Totale Siena             | 49         | 1          |
| 1965-1966                | Pisa                     | B                        | 32         | 0          |
| 1966-1967                | Pisa                     | B                        | 36         | 0          |
| Totale Pisa              | Totale Pisa              | Totale Pisa              | 68         | 0          |
| 1967-1968                | Arezzo                   | C                        | 35         | 0          |
| 1968-1969                | Arezzo                   | C                        | 35         | 0          |
| Totale Arezzo            | Totale Arezzo            | Totale Arezzo            | 70         | 0          |
| 1969-1970                | Savona                   | C                        | 25         | 0          |
| 1970-1971                | Savona                   | C                        | 23         | 1          |
| Totale Savona            | Totale Savona            | Totale Savona            | 48         | 1          |
| Totale carriera          | Totale carriera          | Totale carriera          | 389        | 16         |

## Palmarès

### Giocatore
- Campionato italiano Serie C: 1

Arezzo: 1968-1969

### Allenatore
- Campionato italiano Serie C1: 1

Ravenna: 1995-1996
- Campionato italiano Serie C2: 2

Teramo: 1985-1986
Francavilla: 1986-1987
- Coppa Italia Serie C: 1

Sambenedettese: 1991-1992